# Massa Lombarda
Massa Lombarda is een gemeente in de Italiaanse provincie Ravenna (regio Emilia-Romagna) en telt 9065 inwoners (31-12-2004). De oppervlakte bedraagt 37,2 km², de bevolkingsdichtheid is 230 inwoners per km².
De volgende frazioni maken deel uit van de gemeente: Fruges, Villa Serraglio, La Zeppa.

## Demografie
Massa Lombarda telt ongeveer 3901 huishoudens. Het aantal inwoners steeg in de periode 1991-2001 met 0,1% volgens cijfers uit de tienjaarlijkse volkstellingen van ISTAT.
| Jaar | Inwoneraantal |
| ---- | ------------- |
| 1991 | 8513          |
| 2001 | 2100          |

## Geografie
Massa Lombarda grenst aan de volgende gemeenten: Conselice, Imola (BO), Lugo, Mordano (BO), Sant'Agata sul Santerno.